# Igino Benvenuto Supino
Igino Benvenuto Supino, né le 29 septembre 1858 à Pise et mort le 4 juillet 1940 à Bologne, est un peintre italien, critique d'art et historien.

## Biographie
Igino naît dans une famille juive éminente et érudite de Pise ; son père, Moises, est un collectionneur de sceaux, de pièces de monnaie et de médailles médiévaux, qui fait don de sa collection au musée de Pise.
Après sa formation au lycée, il étudie d'abord auprès du professeur Alessandro Lanfredini à Pise, puis en 1883 à l'Académie des beaux-arts de Florence, sous la direction du professeur Antonio Ciseri. À l'Académie, Igino rencontre les peintres du mouvement Macchiaioli, et développe des amitiés étroites avec Fattori et Signorini, qui apprécient ses premières peintures, exposées lors d'expositions florentines entre 1885 et 1889. Il se lie également d'amitié avec Vittorio Matteo Corcos, un peintre symboliste.
En 1885, il expose pour la première fois à la Società d'incoraggiamento de cette ville, deux tableaux : Intérieur de la galerie Pitti et l'autre une peinture de genre intitulée Primi voti. L'année suivante, à la même exposition, il envoie Le Gramignaie, Al terrazzo et In giardino. À Bologne, il expose Mattino d'estate en 1888 et Study of Reality en 1889. À la Promotrice de Florence de 1889, il expose In Church, In Spring, Prima comunione, Dopo colazione, La Convalescente et Three Rabbis at the Temple.
Au fil des ans, Igino se tourne vers l'apprentissage de l'histoire de l'art et en 1886 assiste à des conférences de Pasquale Villari et Alessandro d'Ancona à l'Istituto di Studi Superiori de Florence. Il s'attache à l'utilisation des principes scientifiques, ou théorie du positivisme, dans l'étude des arts. Son tempérament savant l'incite à se consacrer à l'histoire de l'art plutôt qu'à la peinture.
De 1888 à 1889, il rencontre Adolfo Venturi à Rome et contribue à un certain nombre d'œuvres de critique d'art. En 1891, il retourne à Pise pour étudier les monuments médiévaux et antiques pour le Museo Civico, inauguré deux ans plus tard. Il est nommé inspecteur des monuments de Pise. Il publie ses premiers articles sur les artistes toscans - Giovanni Pisano, Tino di Camaino et Jean Bologne, entre autres - dans la revue Archivio Storico dell'Arte fondée par Adolfo Venturi.
En 1896, il est nommé inspecteur du Museo Nazionale del Bargello. Pendant les dix années suivantes, il catalogue et étudie les collections. En 1904, il est nommé directeur du Bargello et nommé surintendant associé des galeries florentines. Il enseigne à l'Istituto di Studi Superiori e pubblica et publie un certain nombre de monographies avec des photographies, dont, entre autres, sur Beato Angelico, Filippo Lippi, Botticelli et Benvenuto Cellini. Il travaille à cet égard avec les frères Alinari.
En 1906, il obtient le titre de professeur d'histoire de l'art à l'université de Bologne et s'y installe avec sa famille. Il y enseigne pendant près de trente ans. Il s'intéresse principalement à l'art et à l'architecture de Bologne. Parmi ses partisans se trouve Giovanni Pascoli. Il prend sa retraite en 1933 et est remplacé à son poste par Roberto Longhi, mais reste professeur honoraire de l'Istituto qu'il avait contribué à fonder à Bologne.
En 1938, avec l'imposition des lois raciales fascistes, il est contraint de prendre sa retraite. Vivant seul dans sa maison de la via Dante, il prépare son dernier volume sur l'art des Églises de Bologne, où il meurt avant d'achever l'ouvrage,.

## Ouvrages
- Il Pergamo di Giovanni Pisano nel  Duomo di Pisa , 1892
- Catalogo del Museo Civico di Pisa, 1894
- Cellino di Nese, 1895
- Giovanni Pisani, vol. Extract from Archivio Storico Dell'Arte, Series II, Year I, fasc. i-II., Rome, Tipografia dell'Unione Cooperative Editrice, 1895
- Il Camposanto di Pisa, Florence, Tipografia di G. Barbera, 1896
- Beato Angelico, Florence, 1898
- Il Medagliere Mediceo nel Real Museo Nazionale di Firenze, 1899
- Le Porte del Duomo di Pisa, 1899
- Sandro Botticelli, Florence, Tipografia Barbera, 1900
- Fra Angelico, Florence, Fratelli Alinari, 1902
- Fra Filippo Lippi, Florence, 1902
- Arte Pisana, Florence, 1904
- Pisa, Florence, 1905
- Gli albori dell'arte fiorentina, Florence, 1906
- I ricordi di Alessandro Allori, Florence, Tipografia Barbera, Alfani e Venturi Proprietari, 1908
- Alfonso Rubbiani, 1914
- Le sculture delle porte di San Petronio in Bologna, 1914
- Niccolo Pisano, pittore, 1916
- Giotto, 1920
- La Basilica of Saint Francis of Assisi, 1924
- Assisi nell'opera di Antonio Discovolo, 1926
- Jacopo Dalla Quercia, Florence, 1926
- Il Portico dei Servi, 1927
- L'arte nelle chiese di Bologna, Secoli VII-XIV, Bologne, Arnaldo Forni, 1932